# Gerard Koel
Gerard Hendrik Koel (Ámsterdam, 16 de enero de 1941) es un deportista neerlandés que compitió en ciclismo en la modalidad de pista, especialista en la prueba de persecución por equipos.
Participó en los Juegos Olímpicos de Tokio 1964, obteniendo una medalla de bronce en la prueba de persecución por equipos (junto con Cornelis Schuuring, Hendrik Cornelisse y Jacob Oudkerk).

## Medallero internacional
| Juegos Olímpicos | Juegos Olímpicos | Juegos Olímpicos  | Juegos Olímpicos        |
| Año              | Lugar            | Medalla           | Competición             |
| ---------------- | ---------------- | ----------------- | ----------------------- |
| 1964             | Tokio ( Japón)   | Medalla de bronce | Persecución por equipos |